# Uciekaj!
Uciekaj! (ang. Get Out) – amerykański horror z 2017 roku w reżyserii Jordana Peele’a, wyprodukowany przez wytwórnie Blumhouse Productions, QC Entertainment i Monkeypaw Productions. Główne role w filmie zagrali Daniel Kaluuya, Allison Williams, Lil Rel Howery, Bradley Whitford, Caleb Landry Jones, Stephen Root i Catherine Keener.
Premiera filmu odbyła się 24 stycznia 2017 podczas Festiwalu Filmowego Sundance. Miesiąc później, 24 lutego, obraz trafił do kin na terenie Stanów Zjednoczonych. W Polsce premiera filmu odbyła się 28 kwietnia 2017 roku.
Film wyróżniono m.in. Oscarem za najlepszy scenariusz oryginalny.

## Fabuła
Czarnoskóry Chris Washington (Daniel Kaluuya) i biała Rose Armitage (Allison Williams) są szczęśliwą, kochającą się parą. Rose chce, żeby chłopak poznał jej rodziców. Chris zgadza się, chociaż obawia się ich reakcji. Wraz z Rose przyjeżdża do posiadłości Armitage’ów. W domu panuje dziwna, ciężka atmosfera. Początkowo gość sądzi, że rodzice dziewczyny nie akceptują jego koloru skóry. Dowiaduje się, że wiele czarnoskórych osób zaginęło ostatnio w okolicy i zaczyna się niepokoić. Prawda okazuje się bardziej przerażająca niż jego najśmielsze podejrzenia by sugerowały.

## Obsada
- Daniel Kaluuya jako Chris Washington
- Allison Williams jako Rose Armitage
- Bradley Whitford jako Dean Armitage
- Catherine Keener jako Missy Armitage
- Caleb Landry Jones jako Jeremy Armitage
- Lil Rel Howery jako Rod Williams
- Betty Gabriel jako Georgina
- Marcus Henderson jako Walter
- LaKeith Stanfield jako Andre Hayworth/Logan King
- Stephen Root jako Jim Hudson
- Erika Alexander jako detektyw Latoya
- Geraldine Singer jako Philomena King
- Zailand Adams jako jedenastoletni Chris

## Odbiór

### Box office
Przy budżecie szacowanym na 4,5 mln dolarów, film Uciekaj! zarobił 176 mln w Stanach Zjednoczonych i Kanadzie, a 79,4 mln w pozostałych państwach; łącznie 255,4 mln USD.

### Krytyka w mediach
Film Uciekaj! spotkał się z pozytywną reakcją krytyków. W serwisie Rotten Tomatoes 98% z 376 recenzji jest pozytywne, a średnia ocen, wystawionych na ich podstawie, wyniosła 8,32 na 10. Na portalu Metacritic średnia ocen z 48 recenzji wyniosła 85 punktów na 100.
W recenzji dla pisma Chicago Sun-Times Richard Roeper chwalił reżyserię Jordana Peele’a, jego kreatywność, poczucie humoru oraz ochocze odwoływanie się do „świetnych” filmów grozy. Albert Nowicki (His Name Is Death) docenił zarówno satyryczny charakter, jak i wątek socjologiczny filmu.

### Nagrody i nominacje
Film zdobył ponad sto nagród i nominacji, między innymi po dwie nominacje do Złotych Globów i nagród BAFTA, oraz pięć nominacji do Oscarów.